# Westerbeeksloot
Le Westerbeeksloot, également Schipsloot ou Kolonievaart, est un ancien canal néerlandais de la province de Drenthe, situé dans la commune de Westerveld.

## Histoire

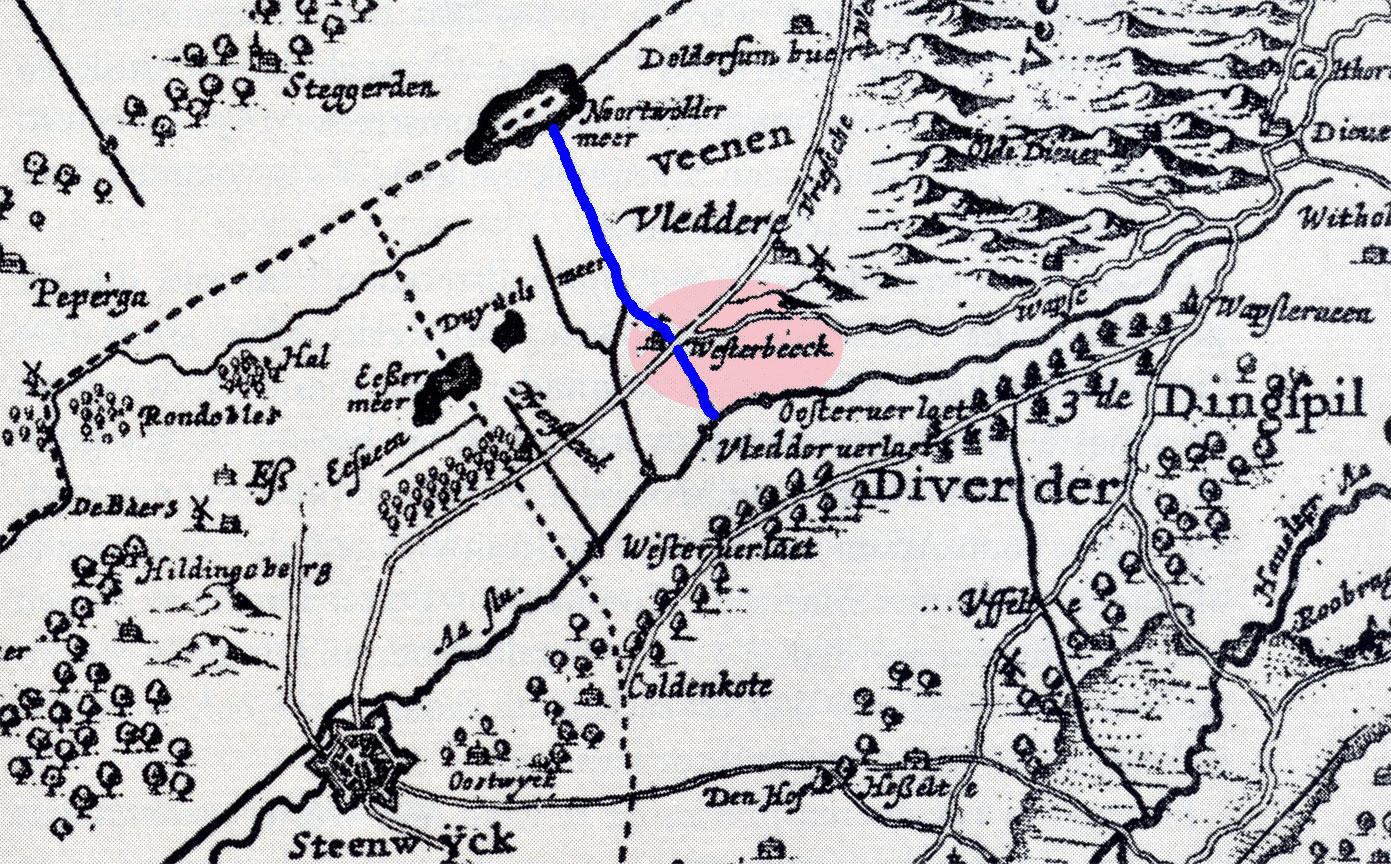
En bleu, le Westerbeeksloot, sur une carte de 1634

Le Westerbeeksloot a été construit dans la première moitié du XVIIe siècle à l'initiative du seigneur François van Westerbeek, commandant de la ville fortifiée de Steenwijk. Il avait acheté une partie des marais de Vledder afin de les défricher et y extraire la tourbe. Pour transporter la tourbe jusqu'à Steenwijk, il fit creuser le Westerbeeksloot, qui communiquait avec le Wapserveensche Aa.
Au XIXe siècle, le domaine de Westerbeeksloot hébergea le siège de la Société de Bienfaisance (Maatschappij van Weldadigheid), ainsi que la première colonie de cette société, Westerbeeksloot, qui furent les bases pour le village de Frederiksoord.
De nos jours, le Westerbeeksloot n'est plus reconnaissable comme canal de transport que sur un petit tronçon à mi-chemin entre Wilhelminaoord et Frederiksoord. Pour le reste, il ne subsiste à peine plus qu'un fossé ou wateringue (voir photo).

## Source
- (nl) Cet article est partiellement ou en totalité issu de l’article de Wikipédia en néerlandais intitulé « Westerbeeksloot (kanaal) » (voir la liste des auteurs).